# جان جیکوب آستور چهارم
جان جیکوب آستور چهارم (انگلیسی: John Jacob Astor IV؛ ۱۳ ژوئیهٔ ۱۸۶۴ – ۱۵ آوریل ۱۹۱۲) یک کارآفرین اهل ایالات متحده آمریکا بود. وی بنیانگذار شرکتی بود که آرام‌اس تایتانیک را ساخت و وی همراه این کشتی غرق شد. هنگام غرق شدن وی ثروتمندترین شخص در کشتی و یکی از ثروتمندترین افراد روی زمین در آن زمان بود.